# NGC 4309
NGC 4309 is een balkspiraalstelsel in het sterrenbeeld Maagd. Het hemelobject werd in 1883 ontdekt door de Duits-Amerikaanse astronoom Christian Heinrich Friedrich Peters.

## Synoniemen
- UGC 7435
- IRAS 12196+0725
- MCG 1-32-25
- VCC 534
- ZWG 42.51
- NPM1G +07.0289
- PGC 40051